# Айрапетян, Валерий Леонидович
Валерий Леонидович Айрапетян (род. 2 марта 1980, Баку) — российский прозаик. 

## Биография
Родился в 1980 году в Баку. В 1988 года в связи с карабахскими событиями переехал с семьёй в Армению.
С 1993 года живёт в России. Окончил медучилище и университет им. А. С. Пушкина, факультет туризма. Работал пастухом, грузчиком, разнорабочим, озеленителем, сопровождающим тургрупп, маляром, массажистом, гирудотерапевтом.
Проза публиковалась в журналах «Дружба народов», «Урал», «Москва», «Аврора», «Нева», «Бельские просторы» и других. Живёт и работает в Санкт-Петербурге.
Герман Садулаев о прозе Валерия Айрапетяна «Обширный, не по годам, разнообразный жизненный опыт. Знание жизни. Глубокое понимание психологии. И сочувствие. Настоящее сострадание к человеку. У Валерия Айрапетяна есть ум и сердце, есть наблюдательность и память, есть отстранение и любовь, есть всё для того, чтобы быть писателем, большим, серьёзным. Но особенно восхищает меня его работа со словом: он мягко трогает, слегка расцвечивает, осторожно переворачивает и в конце бережно укладывает каждое предложение так, как только оно и должно вложиться в непридуманную структуру живого текста». А литературовед и критик Лидия Довлеткиреева считает, что «Валерий Айрапетян пишет качественную прозу. Он не делает крена ни в сторону социально-бытовой проблематики, ни в сторону психологического письма, ни в сторону экзистенциальных вопросов. Эти три пласта человеческого существования осмысливаются им во взаимосвязи, что характеризует его как автора, видящего объект сквозь призму диалектического закона единства и борьбы противоположностей и способного создавать целостную, а не фрагментарную модель действительности».
Филолог и критик Анастасия Козакевич находит, что: «Рассказы В. Айрапетяна предельно откровенны, пугающе точны, и чем-то напоминают французский романтизм. В. Айрапетян — это почти Альфред де Мюссе в прозе. Рассказы Айрапетяна, несмотря на жестокость, на мертвецкий запах приемного покоя скорой, на бесчувственно-кукольных женщин их населяющих, все же предстают жизнеутверждающими и намеренно эстетичными. Пока есть такие авторы (…), способные деланно образным языком откровенно до крайности говорить, а ещё точнее — нести, как Данко, пылающее сердце, освещая им, казалось бы, кромешную тьму, есть ещё на что надеяться».
У писателя Александра Снегирева книга В. Айрапетяна «В свободном падении» вызвала ряд своеобычных ассоциаций: «Книжка Валерия Айрапетяна „В свободном падении“ представляет собой редкий образец ядрёной, откровенной прозы. Его книга — это проза лиричного хирурга-шашлычника, который может и барашку по горлу полоснуть и стихотворение барышне прочесть. Настоящий мужик, короче. И книга у него настоящая. Прочитав в „Свободном падении“ понимаешь, с этим парнем можно пойти по бабам. От Айрапетяна веет романтизмом и адекватностью. Он не фрик, не дебил, не падла. Перед нами гармоничный художник и гармоничный человек».
Напротив, Артём Рондарев считает: «что перед нами — графомания эталонная, то есть такая, в которой автор пишет только о себе, мимоходом хвалится тем, что он „молодой писатель“ и ходит „на встречу с Гюнтером Грассом“, сыплет эпитетами и метафорами, речь ведет резко, но сентиментально, как и подобает настоящему мужчине с опытом, и не гнушается афоризмов».
В августе 2017 года выступил одним из 20 подписантов письма президенту Франции Эмманюэлю Макрону с просьбой помиловать отбывающего тюремное заключение террориста Ильича Рамиреса Санчеса.

## Литературное расследование
Айрапетян в ходе проведённого расследования обнаружил, что повесть «Трудный возраст», за которую трагически умерший молодой писатель Егор Молданов получил молодёжную премию «Дебют», первоначально была опубликована в журнале «Крещатик» под названием «Зона вечной мерзлоты» (первая часть называлась «Трудный возраст») и за авторством Анатолия Костишина. Также Айрапетян нашёл в социальной сети «Одноклассники» аккаунт не умиравшего Егора Молданова и вступил с ним в переписку со специально созданного для этого аккаунта виртуальной девушки. Таким образом Айрапетян разоблачил премиальный подлог.

### Книги
- В свободном падении. — М.: ИЛ-music, 2013. — (Карантин). — 1000 экз.
- ВРАЙ. — М.: ФОНД СЭИП, 2013. — 1000 экз.
- Школа: Дело Дятлова. — М.: Амфора, 2010. — 5000 экз.

## Фильмография
- 2012 — «Мужчины: Искусство обольщения» — в роли мужчины

## Интервью
- Валерий Айрапетян: «У человека не может быть более насущной цели, чем стать осознанным» // «ШУМ», 13.01.11
- Валерий Айрапетян: «Писатели и политика»
- Валерий Айрапетян на Фонтанке Fm